# Against Rome
Against Rome è un videogioco strategico in tempo reale ambientato all'apice dell'impero romano. Sviluppato dalla compagnia tedesca Independent Arts e pubblicato da JoWooD Entertainment AG ed Encore Software nel 2004, il gioco permette di comandare una tribù teutone, unnica o celtica, imponendola di espandere la sua influenza in Britannia, Germania, Russia, Europa orientale o Italia, e di distruggere l'impero romano.

## Modalità di gioco
Il gioco si svolge su un piano isometrico nel quale si raccolgono risorse, si costruiscono edifici, si reclutano truppe e si combattono i giocatori nemici. Partendo da un piccolo villaggio, infatti, il giocatore guida una tribù barbarica e i suoi guerrieri attraverso l'ambiente di gioco, dalle foreste germaniche alle steppe dell'europa orientale, e li potrà portare a razziare altri insediamenti in cerca di cibo, armi e oro, cose che aiuteranno il capotribù ad espandere il suo insediamento e a incrementare la sua reputazione. Il capotribù, infatti, possiede un fattore prestigio (o gloria) rappresentato da un grosso cerchio giallo a terra, entro il quale le unità nelle sue vicinanze ottengono un bonus di combattimento e possono anche udire il suo grido di battaglia, che aumenta il loro morale (ogni unità militare, infatti, possiede una barra di morale, finita la quale essa è costretta a ritirarsi). Con la crescita e la prosperità della tribù, il capo ottiene fama ed esperienza, fino al punto che potrà affrontare l'impero romano, apparentemente invincibile. Inoltre, man mano che il capotribù ottiene gloria, può spenderne un tantum di punti per aggiornare le sue opzioni personali, militari ed edili, sbloccando personalmente nuovi attributi del capotribù stesso, nuove abilità delle unità militari, e nuovi edifici o aggiornamenti a quelli già preesistenti.
Le unità (che possono anche correre o galoppare) sono divisi in personaggi e unità, ovvero reggimenti composti da un massimo di venti personaggi ciascuno dello stesso tipo, riuniti da uno stendardo. Le unità possono, a costo di una certa quantità di morale (o di prestigio, se si tratta del comandante), ritirarsi dal campo di battaglia in modo da recuperare le forze. L'insediamento, a seconda delle strutture presenti, produce sei risorse: cibo, legname, pietra, oro, equipaggiamento e cavalli. È opportuno garantire costanti rifornimenti di cibo all'insediamento, in quanto ogni cittadino libero consuma cibo. Questi cittadini liberi sono reclutabili nelle case, divisi in maschi e femmine. Pur non essendo il sesso importante per i lavori, lo sono dal punto di vista militare, in quanto le donne possono essere equipaggiate con le lance e diventare lanciatrici di giavellotti o diventare sacerdotesse (se si sblocca l'altare dei sacrifici), mentre gli uomini possono usare le spade o i potenti martelli. Le sacerdotesse necessitano di magia per lanciare i loro incantesimi. Per ricaricare la loro magia, è opportuno farle rimanere nell'insediamento, oppure, se esse si trovano in battaglia, sacrificare dei cittadini liberi negli appositi altari.
Il gioco permette di vestire i panni degli Unni, dei Celti e dei Teutoni, e ognuna di queste nazioni possiede 10 tipi diversi di personaggi e almeno 15 tipi di edifici, oltre che alle proprie abilità, formazioni, magie pagane e tanto altro. Sono disponibili 4 scenari d'apprendistato, 5 scenari infiniti per il giocatore singolo (ambientati in Italia, Gallia, Britannia, Germania ed Europa Orientale), 10 scenari multigiocatore (5 standard e 5 all'ultimo sangue), 5 battaglie storiche e 24 scenari di campagna.

## Accoglienza
| Testata              | Giudizio |
| -------------------- | -------- |
| 4Players (DEU)       | 70/100   |
| Absolute Games (RUS) | 63/100   |
| AceGamez             | 6/10     |
| Adrenaline Vault     | 50/100   |
| Game Captain         | 77/100   |
| Gamesmania (DEU)     | 67/100   |
| GameStar (DEU)       | 72/100   |
| Jeuxvideo.com (FRA)  | 9/20     |
| PC Action (DEU)      | 81/100   |
| Pelit (DEU)          | 60/100   |
| Withingames (DEU)    |          |

Il gioco ha ricevuto un'accoglienza come minimo superiore alla media. È stato apprezzato per l'ambientazione, il gameplay unico e la grafica decente. Alcuni, però, si sono lamentati che i giocatori impiegheranno molto tempo per imparare a giocare, ma anche che il nemico ha spesso l'abilità di distruggerli quasi immediatamente. Sono inoltre presenti bug nell'audio, sia negli effetti sonori che nella musica.